# Mas'ad Kasis
Mas'ad Kasis (hebrejsky: מסעד קסיס;‎ 1. listopadu 1918 – 25. prosince 1989) byl izraelský politik a poslanec Knesetu za stranu Demokratická kandidátka izraelských Arabů.

## Biografie
Narodil se v obci Mi'ilja v tehdejší začínající mandátní Palestině (dnes Izrael). Vystudoval střední školu a zemědělskou školu Kadoorie. Patřil do komunity izraelských Arabů.

## Politická dráha
V roce 1945 se angažoval při vzniku družstva prodejců tabáku a byl tajemníkem tohoto družstva. V roce 1950 vytvořil družstvo prodejců zeleniny napojené na odborovou centrálu Histadrut. V roce 1951 byl jedním ze zakladatelů Demokratické kandidátky izraelských Arabů. V roce 1969 se stal starostou obce Mi'ilja. V roce 1976 se angažoval ve Výboru pro obranu půdy v Izraeli.
V izraelském parlamentu zasedl poprvé po volbách v roce 1951, kdy kandidoval za Demokratickou kandidátku izraelských Arabů. Byl členem parlamentního výboru pro ústavu, právo a spravedlnost a výboru pro ekonomické záležitosti. Mandát za Demokratickou kandidátku izraelských Arabů obhájil i ve volbách v roce 1955. Byl opět členem parlamentního výboru pro ústavu, právo a spravedlnost a výboru pro ekonomické záležitosti.